# Pascale Quiviger
Œuvres principales
- Série Le Royaume de Pierre d'Angle

Pascale Quiviger, née le 5 octobre 1969 à Montréal au Québec, est une écrivaine et artiste québécoise. Elle est l’autrice de romans, essai, livre d’art, nouvelles et poésies.

## Biographie

### Enfance et formation
Née le 5 octobre 1969 à Montréal-Nord, Pascale Quiviger obtient une maîtrise en philosophie de l’université de Montréal et de l’université des Sciences humaines de Strasbourg, ainsi qu'un baccalauréat en arts plastiques de l’université Concordia,.

### Carrière
Après ses études, Pascale Quiviger se spécialise en estampe et vit en Italie « où elle enseigne le dessin et la peinture pendant 10 ans »,. 
En 2004, elle est lauréate du Prix du Gouverneur général pour son roman Le cercle parfait.
Elle réside depuis 2008 en Grande-Bretagne, où elle enseigne la peinture et les arts visuels. Elle est également hypnothérapeute et professeure de méditation,.
Si tu m'entends, son sixième livre, parait en 2015. Le roman commence avec la chute de David, un trentenaire qui bascule d'un échafaudage et tombe dans le coma. Pendant un an, nous suivons la transformation de l'entourage de David face au drame : sa femme Caroline, son jeune fils Bertrand, ses parents, sa belle-sœur, ses collègues, mais aussi le personnel infirmier. Le texte est entrecoupé de poèmes illustrant la voix de David. 
En 2019 sort le premier tome d'une saga fantasy pour adolescents, Le Royaume de Pierre d’Angle : L'Art du naufrage. Le lecteur découvre le royaume de Pierre d’Angle, une île dont le pacifisme est menacé par la révélation d'un secret longtemps enfoui. Le premier volet obtient plusieurs prix : le prix Millepages 2019, catégorie roman SF-fantasy ; le prix Elbakin.net 2019 ; le prix Jeunes Adultes de Livr'à Vannes 2020. Une adaptation en BD sort en 2023. 
En 2023, 20 ans après sa publication, son roman Le cercle parfait remporte le prix Hervé-Foulon. « Ce très beau roman sur la perte de soi montre la finesse et la justesse des états intérieurs d’une femme habitée par une vertigineuse aspiration vers le vide, mais qui ne cède jamais pour autant à la victimisation ou à l’apitoiement. Un roman de la pure intériorité qui propose un dialogue puissant entre intérieur et extérieur, l’un faisant toujours écho à l’autre » explique le jury. 
La même année, son roman jeunesse La dernière saison de Selim est sélectionné pour le prix Vendredi. 

### Vie privée
Pascale Quiviger est mariée à l’ex-député britannique Alan Simpson (en) depuis 2005. Elle a une fille née en 2008. Elle habite à Nottingham.

## Œuvres

### SérieLe Royaume de Pierre d'Angle
1. L'Art du naufrage, Le Rouergue, 2019  (ISBN 978-2-8126-1804-8)Réédition, Gallimard, coll. « Folio Fantasy » no 725, 2023 (ISBN 978-2-07-299912-3)
2. Les Filles de mai, Le Rouergue, 2019  (ISBN 978-2-8126-1852-9)Réédition, Gallimard, coll. « Folio Fantasy » no 735, 2023 (ISBN 978-2-07-299917-8)
3. Les Adieux, Le Rouergue, 2020  (ISBN 978-2-8126-1966-3)Réédition, Gallimard, coll. « Folio Fantasy » no 743, 2024 (ISBN 978-2-07-299922-2)
4. Courage, Le Rouergue, 2021  (ISBN 978-2-8126-2086-7)Réédition, Gallimard, coll. « Folio Fantasy » no 753, 2024 (ISBN 978-2-07-299927-7)

### Romans indépendants
- Ni sols ni ciels, 2001
- Le Cercle parfait, 2003
- Below Zero, 2005
- Un point de chute, 2006
- La Maison des temps rompus, 2008
- Pages à brûler, 2010
- Si tu m’entends, 2015
- La Dernière Saison de Selim, 2023

## Honneurs
- 2002 : finaliste pour le prix Anne-Hébert, Ni sols ni ciels
- 2002 : finaliste pour le prix Odyssée, Ni sols ni ciels
- 2004 : prix du Gouverneur général, Le Cercle parfait
- 2006 : nomination pour un prix Giller, The Perfect Circle, traduit par Sheila Fischman
- 2019 : prix Millepages pour Le Royaume de Pierre d'Angle[12]
- 2023 :  Prix Hervé-Foulon Un livre à relire, pour Le cercle parfait[2], paru en 2003